# Darcy Ward
Darcy Stephen Ward (ur. 4 maja 1992 w Nanango) – australijski żużlowiec.

## Życiorys

### Kariera sportowa
31 stycznia 2009 roku w australijskim Gosford wygrał zawody w kategorii juniorskiej. Kilka dni wcześniej podpisał trzyletni kontrakt z klubem Unibax Toruń w lidze polskiej. Swoją karierę z żużlem Darcy rozpoczął w wieku ośmiu lat. Ivan Harm, właściciel firmy zajmującej się w Brisbane pokryciami dachowymi, zakupił od Trevora Hardinga dwa juniorskie motocykle. W ten sposób objął swoją opieką Warda i do dziś jest jednym z jego sponsorów w Australii. Darcy w Australii mieszka w miejscowości Ipswich w stanie Queensland, a w Anglii (w czasie sezonu) jego dom znajduje się w King’s Lynn. 17 sierpnia 2009 roku Unibax Toruń przedłużył z Wardem kontrakt o kolejne trzy lata.
3 października 2009 roku na torze w chorwackim Goričan został najmłodszym w historii indywidualnym mistrzem świata w kategorii juniorskiej i zdobył 13 punktów.
2 października 2010 na torze w Pardubicach obronił Indywidualne Mistrzostwo Świata Juniorów wywalczone w 2009 roku na torze w Goričan. W dodatkowym wyścigu pokonał Polaka Macieja Janowskiego i Łotysza Maksima Bogdanowa.
18 listopada 2009 ogłoszono przenosiny młodego Australijczyka do zespołu Piratów z Poole.
27 sierpnia 2011 wystartował w Grand Prix Polski w Toruniu. Otrzymał na te zawody dziką kartę i zajął w debiucie w cyklu 3. miejsce, zdobywając 15 punktów.
Darcy Ward otrzymał stałą dziką kartę na rok 2012, uprawniającą go do startów w Grand Prix, ale ze względu na limit zawodników z cyklu w jednym zespole (takim był już w toruńskim klubie Chris Holder), jej nie przyjął chcąc reprezentować barwy toruńskiego klubu.
17 października organizatorzy cyklu FIM Speedway Grand Prix ogłosili nazwiska żużlowców, którzy otrzymali dzikie karty na rok 2013, uprawniające do startów w zawodach. Jedną z nich otrzymał Darcy Ward (pozostali: Martin Vaculík, Jarosław Hampel i Tai Woffinden).
29 czerwca 2013 roku w Kopenhadze (Dania) Darcy Ward wygrał swoje pierwsze GP w karierze.
Od 28 sierpnia 2014 roku nie mógł brać udziału w żadnych zawodach żużlowych po tym, jak przed zawodami Speedway Grand Prix w Dyneburgu wykryto u niego powyżej 0,10 g alkoholu na litr krwi. Kara zawieszenia trwała 10 miesięcy.
Ostatecznie Darcy na tor powrócił w dniu 11 lipca 2015 r., kiedy to jako zawodnik Swindon Robins pojechał w wyjazdowym meczu z Leicester Lions.
23 sierpnia 2015 roku uległ poważnemu wypadkowi podczas meczu SPAR Falubazu Zielona Góra z GKM-em Grudziądz. W wyniku upadku u zawodnika zdiagnozowano przerwanie rdzenia kręgowego.

### Życie prywatne
Z żoną Lizzie (z d. Turner), którą poślubił 1 lutego 2019 r. na farmie Cowbell Creek niedaleko miasta Gold Coast, ma dwójkę dzieci: syna Charliego (ur. 21 kwietnia 2021) i córkę Emilee (ur. 21 lipca 2022).

## Przynależność klubowa
Wielka Brytania
- Boston Barracudas (2008)
- King’s Lynn Stars (2009)
  - Belle Vue Aces (2009) – gość
- Poole Pirates (2010–2014)
- Swindon Robins (2015)

Polska
- KS Toruń (2009–2014)
  - Wybrzeże Gdańsk (2011) – wyp.
- ZKŻ Zielona Góra (2015)

Niemcy
- AC Landshut (2009)

Szwecja
- Lejonen Gislaved (2011)
- Dackarna Målilla (2012–2013)
- Piraterna Motala (2014–2015)

## Starty w Grand Prix (Indywidualnych Mistrzostwach Świata na Żużlu)

### Zwycięstwa w poszczególnych zawodachGrand Prix
| Nr | Dzień      | Rok  | Nazwa            | Miejscowość | Tor                   | Długość toru |
| -- | ---------- | ---- | ---------------- | ----------- | --------------------- | ------------ |
| 1. | 29 czerwca | 2013 | Grand Prix Danii | Kopenhaga   | Parken (sztuczny tor) | 275m         |

### Miejsca na podium
| Nr | Dzień       | Rok  | Nazwa                        | Miejscowość | Tor                               | Miejsce | Punkty | Biegi           | Zwycięzca          |
| -- | ----------- | ---- | ---------------------------- | ----------- | --------------------------------- | ------- | ------ | --------------- | ------------------ |
| 1. | 27 sierpnia | 2011 | Grand Prix Polski            | Toruń       | Motoarena                         | 3.      | 15     | (1,1,3,3,2,3,2) | Andreas Jonsson    |
| 2. | 29 czerwca  | 2013 | Grand Prix Danii             | Kopenhaga   | Parken (sztuczny tor)             | 1.      | 19     | (2,3,2,3,3,3,3) | –                  |
| 3. | 17 sierpnia | 2013 | Grand Prix Łotwy             | Dyneburg    | Latvijas spīdveja centrs          | 2.      | 13     | (3,2,0,3,1,2,2) | Greg Hancock       |
| 4. | 26 kwietnia | 2014 | Grand Prix Europy            | Bydgoszcz   | Stadion Polonii                   | 2.      | 16     | (2,1,3,3,3,2,2) | Krzysztof Kasprzak |
| 5. | 12 lipca    | 2014 | Grand Prix Wielkiej Brytanii | Cardiff     | Millennium Stadium (sztuczny tor) | 3.      | 15     | (3,u,2,3,3,3,1) | Greg Hancock       |

### Punkty w poszczególnych zawodachGrand Prix
| Sezon 2011                   |                       |                        |                      |                                |                                 |                                |                      |                                 |                        |                                 |                   |         |         |         |         |         |         |         |         |         |         |         |         |         |         |        |        |        |        |        |        |        |        |        |        |        |        |        |        |        |        |        |        |        |        |        |
| GP Europy – Leszno           | GP Szwecji – Göteborg | GP Czech – Praga       | GP Danii – Kopenhaga | GP Wielkiej Brytanii – Cardiff | GP Włoch – Terenzano            | GP Skandynawii – Målilla       | GP Polski – Toruń    | GP Nordyckie – Vojens           | GP Chorwacji – Gorican | GP Polski – Gorzów Wielkopolski | miejsce           | miejsce | miejsce | miejsce | miejsce | miejsce | miejsce | miejsce | miejsce | miejsce | miejsce | miejsce | miejsce | miejsce | miejsce | punkty | punkty | punkty | punkty | punkty | punkty | punkty | punkty | punkty | punkty | punkty | punkty | punkty | punkty | punkty | punkty | punkty | punkty | punkty | punkty | punkty |
| –                            | –                     | –                      | –                    | –                              | –                               | –                              | 15                   | –                               | –                      | 7                               | 16                | 16      | 16      | 16      | 16      | 16      | 16      | 16      | 16      | 16      | 16      | 16      | 16      | 16      | 16      | 22     | 22     | 22     | 22     | 22     | 22     | 22     | 22     | 22     | 22     | 22     | 22     | 22     | 22     | 22     | 22     | 22     | 22     | 22     | 22     | 22     |
| Sezon 2013                   |                       |                        |                      |                                |                                 |                                |                      |                                 |                        |                                 |                   |         |         |         |         |         |         |         |         |         |         |         |         |         |         |        |        |        |        |        |        |        |        |        |        |        |        |        |        |        |        |        |        |        |        |        |
| GP Nowej Zelandii – Auckland | GP Europy – Bydgoszcz | GP Szwecji – Göteborg  | GP Czech – Praga     | GP Wielkiej Brytanii – Cardiff | GP Polski – Gorzów Wielkopolski | GP Danii – Kopenhaga           | GP Włoch – Terenzano | GP Łotwy – Dyneburg             | GP Słowenii – Krško    | GP Skandynawii – Sztokholm      | GP Polski – Toruń | miejsce | miejsce | miejsce | miejsce | miejsce | miejsce | miejsce | miejsce | miejsce | miejsce | miejsce | miejsce | miejsce | miejsce | punkty | punkty | punkty | punkty | punkty | punkty | punkty | punkty | punkty | punkty | punkty | punkty | punkty | punkty |        |        |        |        |        |        |        |
| 12                           | 13                    | 0                      | –                    | –                              | –                               | 19                             | 11                   | 13                              | 10                     | 15                              | 13                | 8       | 8       | 8       | 8       | 8       | 8       | 8       | 8       | 8       | 8       | 8       | 8       | 8       | 8       | 106    | 106    | 106    | 106    | 106    | 106    | 106    | 106    | 106    | 106    | 106    | 106    | 106    | 106    |        |        |        |        |        |        |        |
| Sezon 2014                   |                       |                        |                      |                                |                                 |                                |                      |                                 |                        |                                 |                   |         |         |         |         |         |         |         |         |         |         |         |         |         |         |        |        |        |        |        |        |        |        |        |        |        |        |        |        |        |        |        |        |        |        |        |
| GP Nowej Zelandii – Auckland | GP Europy – Bydgoszcz | GP Finlandii – Tampere | GP Czech – Praga     | GP Szwecji – Målilla           | GP Danii – Kopenhaga            | GP Wielkiej Brytanii – Cardiff | GP Łotwy – Ryga      | GP Polski – Gorzów Wielkopolski | GP Nordyckie – Vojens  | GP Skandynawii – Sztokholm      | GP Polski – Toruń | miejsce | miejsce | miejsce | miejsce | miejsce | miejsce | miejsce | miejsce | miejsce | miejsce | miejsce | miejsce | miejsce | miejsce | punkty | punkty | punkty | punkty | punkty | punkty | punkty | punkty | punkty | punkty | punkty | punkty | punkty | punkty |        |        |        |        |        |        |        |
| 5                            | 16                    | 8                      | 16                   | 6                              | 9                               | 15                             | –                    | –                               | –                      | –                               | –                 | 14      | 14      | 14      | 14      | 14      | 14      | 14      | 14      | 14      | 14      | 14      | 14      | 14      | 14      | 75     | 75     | 75     | 75     | 75     | 75     | 75     | 75     | 75     | 75     | 75     | 75     | 75     | 75     |        |        |        |        |        |        |        |

| Statystyki        | Statystyki |
| ----------------- | ---------- |
| Starty            | 18         |
| Zwycięstwa        | 1          |
| Miejsca na podium | 5          |
| Finalista         | 5          |
| Punkty            | 203        |

## Osiągnięcia
Indywidualne Mistrzostwa Świata Juniorów
- 2009 –  Goričan – 1. miejsce – 13 pkt → wyniki
- 2010 – 3 turnieje finałowe – 1. miejsce – 30+3 pkt → wyniki
- 2011 – 4 turnieje finałowe – 2. miejsce – 46+3 pkt → wyniki

Indywidualne Mistrzostwa Australii
- 2009 – 3 rund – 9. miejsce – 31 pkt → wyniki
- 2010 – 3 rund – 3. miejsce – 51 pkt → wyniki
- 2011 – 4 rund – 2. miejsce – 63+3 pkt → wyniki

Młodzieżowe Indywidualne Mistrzostwa Australii
- 2009 – Gosford – 1. miejsce – 14+3 pkt → wyniki
- 2010 – Mildura – 1. miejsce – 11+3 pkt → wyniki
- 2011 – Brisbane – 1. miejsce – 15+3 pkt → wyniki

Liga polska
- 2009 – 2. miejsce → Unibax Toruń
- 2010 – 3. miejsce → Unibax Toruń
- 2011 – 2. miejsce → Lotos Wybrzeże Gdańsk
- 2012 – 3. miejsce → Unibax Toruń
- 2013 – 2. miejsce → Unibax Toruń

Liga angielska
- 2009 – 1. miejsce – King’s Lynn Stars
- 2010 – 2. miejsce – Poole Pirates
- 2011 – 1. miejsce – Poole Pirates